# Listrognathus mactator
Listrognathus mactator är en stekelart som först beskrevs av Carl Peter Thunberg 1822.  Listrognathus mactator ingår i släktet Listrognathus och familjen brokparasitsteklar. Arten är reproducerande i Sverige.

## Underarter
Arten delas in i följande underarter:
- L. m. andalusicus
- L. m. persicator